# Hôpital européen de Marseille
L'Hôpital européen est un hôpital privé à but non lucratif de Marseille situé dans le 3e arrondissement, dans le quartier de La Villette. 
D'une capacité de 660 lits et places de court et long séjour, l'hôpital accueille la quasi-totalité des spécialités médicales et chirurgicales.
L'Hôpital européen a ouvert ses portes le 19 aout 2013 et remplace les hôpitaux Ambroise-Paré et Paul-Desbief qui accueillaient 25 000 patients par an.